# 労働省 (シンガポール)
人材開発省（英語：Ministry Of Manpower, MOM 中国語：新加坡人力部）はシンガポールの省庁のひとつ。

## 人材開発省の管轄する法定機関
- Central Provident Fund Board
- Singapore Labour Foundation
- Singapore Workforce Development Agency